# Kristoffer Leandoer
Sten Wilfred Kristoffer Leandoer (uttalas IPA [lɛanˈdoːr]), född 6 maj 1962 i Stockholm, är en svensk författare, översättare och litteraturkritiker.

## Biografi
Kristoffer Leandoer är uppvuxen i Sigtuna och har studerat konstvetenskap och litteraturvetenskap vid Stockholms universitet.  Han började som frilansande litteratur- och teaterkritiker på Allt om böcker, Stockholms-Tidningen och Dagens Nyheter. Han var anställd på Aftonbladets kulturredaktion 1988–1990. År 1990 grundade han, och drev tillsammans med första hustrun Åsa Crona-Leandoer, tidskriften För kännedom, och var huvudredaktör för Bonniers Litterära Magasin 2002–2004. 
Kristoffer Leandoer debuterade som poet 1987 och väckte, efter en rad alltmer fantastiskt orienterade diktsamlingar, uppmärksamhet för samlingen skräcknoveller Svarta speglar 1994. Han är framför allt känd som introduktör av fransk litteratur och är även verksam som översättare, främst av franskspråkiga författare som Bernard Noël, Christophe Tarkos, Gérard de Nerval, Marcel Schwob, Édouard Levé och Emmanuel Carrère, samt av anglosaxisk fantastik (Neil Gaiman, Christopher Paolini och Lauren Oliver). År 2004 var Leandoer en av grundarna av SF- och fantasyförlaget Onsdag. Åren 2005–2008 var han anställd som biträdande förläggare på Albert Bonniers Förlag. I böcker som Huset som Proust byggde och Mask ägnade sig Leandoer åt tematiskt utforskande litteraturessäistik.
Leandoer nominerades till Augustpriset 2010 för essäboken Mask. I november 2018 meddelades att han utsetts till extern ledamot av Svenska Akademiens Nobelkommitté 2019–2020. Även 2020 nominerades han till Augustpriset för Längta hem, längta bort. En essä om litteratur på flykt. 

### Familj
Kristoffer Leandoer är gift med Elsa Håstad och de är bosatta i Albanien, där hon är svensk ambassadör. Leandoer har två barn, ett av dem är rapparen Jonatan Leandoer Håstad.

## Priser och utmärkelser
- 2007 – Zibetska priset
- 2008 – De Nios Vinterpris
- 2013 – Jacques Outin-priset
- 2016 – Lotten von Kræmers pris
- 2016 – Sorescupriset
- 2017 – Karin Gierows pris
- 2019 – Gerard Bonniers essäpris[5]
- 2020 – Expressens Björn Nilsson-pris för god kulturjournalistik
- 2022 – Madeleine Gustafsson-priset[6]
- 2024 – Axel Liffner-stipendiet[7]

### Fotnoter
1. ↑  ”Lisa Langseth & Kristoffer Leandoer i samtal med Jon Asp (POV Talks 2019)”. 29 maj 2020. https://www.youtube.com/watch?v=crcfJbeRy3A. Läst 25 september 2021.
2. ↑   För kännedom. Stockholm: För kännedom. 1991-1994. Libris 4110968
3. ↑  ”Nytt gäng ska utse Nobelpristagaren i litteratur”. www.aftonbladet.se. 19 november 2018. https://www.aftonbladet.se/a/7lzxe8. Läst 20 januari 2023.
4. ↑  "Kristoffer Leandoer: Därför lämnade jag Nobelkommittén", SVT. Publicerad 29 september 2020. Läst 30 september 2020.
5. ↑  ”Våra stipendier – Gerard Bonniers Essäpris”. Albert Bonniers Förlag. https://www.albertbonniersforlag.se/stipendier/. Läst 4 oktober 2021.
6. ↑  Kristoffer Leandoer får Madeleine Gustafsson-priset! Läst 1 november 2022.
7. ↑  ”Kritikerns jobb är att inte ställa sig i vägen” Läst 28 mars 2025.